# Département des Finances (Irlande du Nord)
Pour les articles homonymes, voir Département des Finances.
Le département des Finances (en anglais : Department of Finance and Personnel) est le département ministériel dévolu d'Irlande du Nord chargé de la politique budgétaire.
Le poste est occupé par Caoimhe Archibald depuis le 3 février 2024.

## Fonctions
Le département est responsable : 
- des finances publiques ;
- de la fonction publique d'Irlande du Nord (NISC) ;
- des terrains et propriétés ;
- de la réglementation de la construction ;
- de la passation des marchés publics ;
- de la réforme du droit civil ;
- de l'état civil.

Le Parlement du Royaume-Uni a conservé le contrôle (reserved matters) :
- du secteur financier ;
- des marchés financiers.

Il ne peut transférer (excepted matters) : 
- la fiscalité ;
- la monnaie.

## Histoire
À la suite du référendum du 23 mai 1998 sur l'accord du Vendredi saint, et la sanction royale de la loi sur l'Irlande du Nord de 1998 le 19 novembre suivant, une Assemblée et un Exécutif sont établis par le gouvernement travailliste du Premier ministre Tony Blair. Ce processus, connu sous le nom de « dévolution », poursuit le but de donner à l'Irlande du Nord son propre pouvoir législatif.
En décembre 1999, sur la base de la loi sur l'Irlande du Nord, le décret sur les départements d'Irlande du Nord institue le « département des Finances et de la Fonction publique » (en anglais : Department of Finance and Personnel).
Entre le 12 février et le 30 mai 2000, puis du 15 octobre 2002 au 8 mai 2007, la dévolution est suspendue et le département passe sous administration directe d'un ministre du bureau pour l'Irlande du Nord, qui constitue l'un des départements ministériels du Royaume-Uni.
Par la « loi sur les départements d'Irlande du Nord de 2016 », le ministère est rebaptisé « département des Finances ».

## Titulaires
| Nom                                          | Nom                 | Dates            | Dates            | Parti |
| -------------------------------------------- | ------------------- | ---------------- | ---------------- | ----- |
|                                              | Mark Durkan         | 2 décembre 1999  | 11 février 2000  | SDLP  |
| Suspension des institutions nord-irlandaises |                     |                  |                  |       |
|                                              | Mark Durkan         | 30 mai 2000      | 14 décembre 2001 | SDLP  |
|                                              | Seán Farren         | 14 décembre 2001 | 14 octobre 2002  | SDLP  |
| Suspension des institutions nord-irlandaises |                     |                  |                  |       |
|                                              | Peter Robinson      | 8 mai 2007       | 5 juin 2008      | DUP   |
|                                              | Nigel Dodds         | 9 juin 2008      | 1er juillet 2009 | DUP   |
|                                              | Sammy Wilson        | 1er juillet 2009 | 29 juillet 2013  | DUP   |
|                                              | Simon Hamilton      | 29 juillet 2013  | 11 mai 2015      | DUP   |
|                                              | Arlene Foster       | 11 mai 2015      | 12 janvier 2016  | DUP   |
|                                              | Mervyn Storey       | 12 janvier       | 6 mai 2016       | DUP   |
|                                              | Máirtín Ó Muilleoir | 25 mai 2016      | 26 janvier 2017  | SF    |
| Suspension des institutions nord-irlandaises |                     |                  |                  |       |
|                                              | Conor Murphy        | 11 janvier 2020  | 27 octobre 2022  | SF    |
| Suspension des institutions nord-irlandaises |                     |                  |                  |       |
|                                              | Caoimhe Archibald   | 3 février 2024   | en fonction      | SF    |